# Bowman-Gletscher
Der Bowman-Gletscher ist ein etwa 64 Kilometer langer und tief zerklüfteter Gletscher in der antarktischen Ross Dependency. Er fließt vom Polarplateau zwischen der Quarles Range und dem Rawson-Plateau im Königin-Maud-Gebirge zum Ross-Schelfeis, das er unmittelbar westlich der Einmündung des Amundsen-Gletschers erreicht.
Entdeckt wurde er im Dezember 1929 von der Mannschaft um den Geologen Laurence McKinley Gould (1896–1995) bei der ersten Antarktisexpedition (1928–1930) des US-amerikanischen Polarforschers Richard Evelyn Byrd. Byrd benannte den Gletscher nach dem US-amerikanischen Geographen Isaiah Bowman (1878–1950), Direktor der American Geographical Society von 1915 bis 1935 und Präsident der Johns Hopkins University von 1935 bis 1949.